# قوات الشهيد أحمد العبدو
قوات الشهيد أحمد العبدو هي جماعة متمردة سورية تابعة للجبهة الجنوبية للجيش السوري الحر. المجموعة سمّيت على اسم إمّا أحمد العبدو السعيد، مدني سوري قتل في احتجاجات 2011 المبكّرة، أو ملازم أوّل أحمد العبدو، قائد متمرّدين قتل أثناء الحرب. استلمت المجموعة دعما من مجموعة أصدقاء سوريا.

## الهيكل والمعدات
حتى عام 2017، ادعت الجماعة أنها تضم 2,000 مقاتلا، من بينهم 500 جنديا منشقا و30 ضابطا من القوات المسلحة السورية. رأس المجموعة هو «مجلس قيادة مشترك» بقيادة النقيب أحمد تامر.
عادة ما يعمل المقاتلون في المجموعة في مجموعات من 10. وكانت معداتها الرئيسية هي شاحنات مسلحة من نوع تويوتا لاند كروزر وتويوتا هايلوكس التي تم تجهيزها بأسلحة مختلفة، بما في ذلك المدافع الآلية، والمدافع الرشاشة الثقيلة، والبنادق عديمة الارتداد، وقاذفات الصواريخ المتعددة. كما يسير على الأقل T-62 واحدة واثنتين T-55.
تلقت المجموعة صواريخ من طراز بي جي إم-71 تاو كواحدة من أول مجموعات المتمردين التي تقوم بذلك في مايو 2014 وهي تمتلك أيضا صواريخ إتش جي-8 الصينية و9إم133 كورنت المضادة للدبابات مدفوعة من جانب قطر ومجهزة من السودان.

## التاريخ
شاركت المجموعة في الاستيلاء على اللواء 559 وحصار قاعدة الضمير الجوية. تعمل في المقام الأول في جبال القلمون الشرقية وفي مناطق ريف دمشق الشمالية. في مارس 2016، استولت الجماعة وجيش سوريا الجديد المدعوم من الولايات المتحدة على معبر التنف الحدودي من داعش في غارة عبر الحدود.